# Rwanda na igrzyskach Wspólnoty Narodów
Rwanda zadebiutowała na igrzyskach Wspólnoty Narodów w 2010 roku na igrzyskach w Nowym Delhi. 29 listopada 2009 roku została drugim, obok Mozambiku, krajem, który nie będąc częścią imperium brytyjskiego, został członkiem Wspólnoty Narodów, uzyskując w ten sposób prawo do startu na igrzyskach. Do tej pory nie zdobyła żadnego medalu.

## Klasyfikacja medalowa
| Igrzyska        | Złoto | Srebro | Brąz | Razem |
| --------------- | ----- | ------ | ---- | ----- |
| 2010 Nowe Delhi | 0     | 0      | 0    | 0     |
| Razem           | 0     | 0      | 0    | 0     |